# Altar de Tavèrnoles
El Altar de Tavèrnoles es un altar románico que se encuentra actualmente expuesto en el Museo Nacional de Arte de Cataluña. Destaca por su tamaño y por la temática de la obra, nueve obispos. 
Al observar el tamaño, mayor de lo habitual en este tipo de obras dedicadas a decorar el altar de una iglesia o monasterio, se puede pensar que podría tratarse de un sarcófago o de un retablo, pero se mantiene la teoría del altar debido a que el Monasterio de San Saturnino de Tabérnolas tenía una fuerte importancia en la zona y es posible que tuviera un altar de estas medidas para las grandes celebraciones litúrgicas. 
En el altar se pueden ver nueve obispos, uno de los cuales, el central es probablemente Sant Serni, un mártir de Toulouse. Los obispos que aparecen en los laterales son Martín y Bricio y están identificados mediante unas inscripciones. 
En el MNAC está expuesto dentro de la reconstrucción del ábside de la Seo de Urgel debido a que probablemente sea del mismo taller o autor. La obra fue adquirida por el museo en 1907 (el frontal), y los laterales en 1956, provenientes de la colección Muntadas.